# Балтик
«Балтик» (англ. Baltic) — британский пассажирский лайнер компании «Уайт Стар Лайн». Наравне с пароходами «Селтик», «Седрик» и «Адриатик» относился к серии судов под названием «большая четвёрка». В 1909 году лайнер спас выживших с терпящего бедствия «RMS Republic». В 1933 году «Балтик» был порезан на металл.

## История
«Балтик» был заложен на верфи «Харланд энд Вольф» 21 ноября 1903 года под бортовым номером 352. Первоначально лайнер должен был именоваться «Пасификом», но во время строительства изменён на «Балтик». Имея тоннаж в 23 876 брт судно до 1906 года было самым большим в мире, пока не был заложен «Адриатик». 24 июня 1904 года лайнер, под командованием Эдварда Джона Смита, совершил свой первый рейс из Ливерпуля в Нью-Йорк. Во время рейса «Балтик» развил скорость 16 узлов, и после возвращения в Ливерпуль судно стало на верфь для переделки двигателей.
С 1905 по 1906 год лайнер был рекордсменом по числу перевезённых пассажиров. «Балтик» был рассчитан на 425 пассажиров первого класса, 450 второго класса и 2000 третьего класса. На протяжении всего срока эксплуатации лайнер курсировал между Ливерпулем и Нью-Йорком.
23 января 1909 года «Балтик» участвовал в спасении людей с терпящего бедствия «RMS Republic», столкнувшегося с другим судном у берегов США. В ночь с 14 на 15 апреля 1912 года лайнер получил сигнал SOS с тонущего «Титаника», но прийти на помощь он не успел.
Во время Первой мировой войны судно было реквизировано и переоборудовано в военный транспорт. В 1917 году судну удалось избежать торпедирования немецкой подводной лодкой UC-66. В дальнейшем лайнер использовался для нужд армии США.
12 декабря 1918 года «Балтик» был передан обратно «Уайт Стар». В 1921 году судно прошло капитальный ремонт, в результате чего число мест в третьем классе уменьшилось до 1000. В 1924 году лайнер оснастили новыми котлами, а в 1927 году подвергли новой переделке. Теперь на судне могло разместиться 393 человека в первом классе, 339 во втором и 1150 в третьем классе. В 1933 году «Балтик» был порезан на металл.